# طيران الهند الرحلة 855
طيران الهند الرحلة 855 هي رحلة طيران هندية من مومباي إلي دبي في 1 يناير 1978 وكانت تحمل علي متنها 190 راكبا و23 من أفراد الطاقم وقد سقطت الطائرة في بحر العرب بالقرب من مومباي في الهند وقد قتل في الحادث جميع الركاب والطاقم البالغ عددهم 213 شخصا وكانت طائرة بوينغ 747-237B وكانت تابعة لطيران الهند